# Wildschönauer Ache
La Wildschönauer Ache est une rivière qui coule dans le land autrichien du Tyrol. D'une longueur de 22 km, elle est un affluent de l'Inn qu'elle rejoint près de Kundl.

## Source
- (de) Cet article est partiellement ou en totalité issu de l’article de Wikipédia en allemand intitulé « Wildschönauer Ache » (voir la liste des auteurs).